# Mulegé

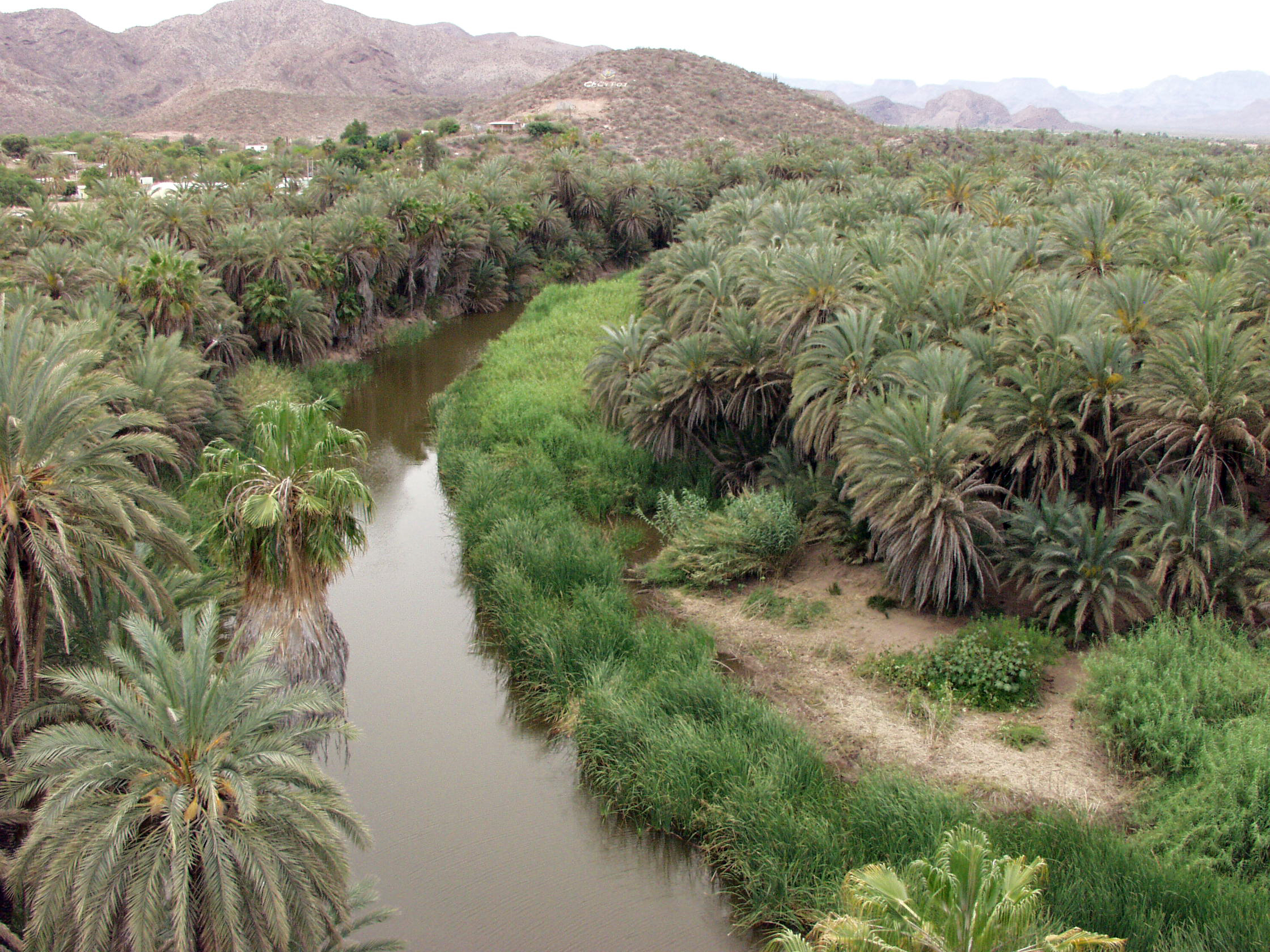
Forte impatto con la natura, foto scattata dalla Missione di Mulegé

Mulegé è uno dei 5 comuni dello stato della Bassa California del Sud; si estende per un'area di 33.092 km² con una popolazione di 52.743 abitanti secondo il censimento del 2005. Le sue coordinate sono 26°36′N E 112°20'O, e confina: a Nord con lo stato messicano della Bassa California, confine tracciato sul 28º parallelo, a est con il Golfo di California, a sud con il comune di Comondú e a ovest con l'Oceano Pacifico. A capo del comune c'è la città di Santa Rosalía.

## Isole
Oltre alla terraferma fanno giuridicamente parte del comune anche le seguenti isole:
Dal lato dell'Oceano Pacifico:
- Isla Natividad. (27°53′N 115°10′W)

Dal lato del Golfo di California:
- Isla Tortuga. (27°27′N 111°54′W)
- Isla San Marcos. (27°16′N 112°07′W)
- Isla Santa Inés. (27°02′N 115°05′W)

## Geografia antropica

### Suddivisioni amministrative
Il comune si divide in 5 delegazioni comunali:
1. Guerrero Negro
2. Bahía Tortugas
3. Vizcaíno
4. San Ignacio
5. Mulegé

queste a loro volta di suddividono in ulteriori 22 subdelegazioni tra cui annoveriamo le più importanti:
- Bahía Asunción
- Punta Abreojos
- La Bocana
- San José de Magdalena
- Isla de San Marcos.